# Общество по распространению образования и технических сведений среди горцев Терской области
Общество по распространению образования и технических сведений среди горцев Терской области — общественная организация, занимавшаяся благотворительной и просветительской деятельностью в конце XIX — начале XX века среди горских народов Терской области. Организация сыграла важную роль в формировании интеллигенции народов Кавказа.
Общество было создано в 1882 году во Владикавказе по инициативе группы представителей интеллигенции Терской области, среди которой были, в частности, осетинский поэт Коста Леванович Хетагуров, издатель Алмахсид Адильгиреевич Кануков, адвокат Джантемир Токаевич Шанаев, владикавказская меценатка Варвара Шредерс и Магомед Далгат.
12 октября 1882 года в Тифлисе был утверждён Устав Общества начальником Главного управления генерал-лейтенантом Дмитрием Старосельским.
Согласно уставу Общество занималось благотворительной деятельностью, строительством учебных заведений, оказанием помощи учащимся из горских народов:

«Общество имеет целью содействовать школьному образованию среди горского населения Терской области и распространять между ними полезные технические и ремесленные знания…

Общество оказывает материальное вспомоществование недостаточным из горцев области учащимся в средних и высших учебных заведениях…

Общество имеет право открывать установленным порядком начальные школы среди горского населения Терской области по программе, изданной Кавказским учебным округом для туземных школ Закавказского края, с параллельным обучением ремеслам, чтению и письму на русском и на родном языках»

В январе 1883 года состоялось первое собрание Общества, на котором его председателем был избран Михаил Заалович Кипиани, который возглавлял Общество до 1890 года. Позднее председателем Общества был осетинский этнограф, собиратель нартских сказаний и адвокат Джантемир Текаевич Шанаев (1851—1928). С 1902 по 1906 года председателем Общества был городской глава Владикавказа Гаппо Баев.
Члены Общества подразделялись на четыре категории: почётные члены, оказавшие Обществу исключительную услугу или пожертвовавшие значительную денежную сумму, пожизненные члены, пожертвовавшие единократно 100 рублей, действительные члены, взявшие на себя обязательство вносить ежегодное пожертвование в размере 10 рублей и так называемые «соревнователи», вносившие пожертвования в размере не менее 3 рублей один раз в год. К концу 1883 года в обществе подали заявление на вступление семь пожизненных членов и 53 действительных членов.
Первый сбор денежных средств был осуществлён на концерте осетинского скрипача Султан-Бека Абаева. На средства Общества молодёжь горских народов училась высших учебных заведениях Российской империи. В 1903 году Общество на собранные средства построило общежитие для учеников на Крепостной улице во Владикавказе.
Общество оказало помощь в виде стипендий или единократной материальной помощи в 1887 году 16 учащимся, в 1896 году — 31 учащемуся, в 1909 году — 36 учащимся и в 1911 году — 67 учащимся.
Члены общества занимались издательской деятельностью и обучением горцев работе на сельскохозяйственных машинах. В 1890 году была издана «Райдиан чиныг» (Осетинская азбука) авторства Алмахсида Адиль-Гиреевича Канукова.
В 1916 году Общество прекратило свою деятельность.